# Luiz Gustavo Domingues
Luiz Gustavo Domingues, meglio noto come Domingues (Santo Antônio do Grama, 28 settembre 1988), è un calciatore brasiliano, difensore svincolato.